# Brabham BT2
La Brabham BT2 è una vettura da competizione realizzata dalla Brabham nel 1962.

## Sviluppo
Dopo aver abbandonato la scuderia Cooper nel 1961, Jack Brabham unì le forze con Ron Tauranac per l'apertura di un proprio team automobilistico. Tale squadra venne inizialmente denominata MRD (Motor Racing Developments), ma dal momento che il suono prodotto dalla pronuncia della sigla era simile a quello di una parolaccia in lingua francese, si decise di cambiare il nome ponendogli quello del suo fondatore. La prima vettura realizzata fu la BT2, una monoposto progettata per competere nella Formula Junior.

## Tecnica
Prodotta in 11 esemplari, la BT2 sfruttava un telaio tubolare in acciaio in configurazione spaceframe avvolto da una carrozzeria in fibra di vetro. Come propulsore era impiegato un Ford Cosworth 109E derivato dalla Ford Anglia da 103 cv di potenza e gestito da un cambio manuale a quattro rapporti. L'impianto frenante era costituito da quattro freni a disco, mentre le sospensioni erano a doppi bracci trasversali con molle elicoidali coassiali e barra stabilizzatrice nella sezione anteriore e quadrilateri trasversali, doppi bracci, molle elicoidali e barra stabilizzatrice nella parte posteriore.
Successivamente, nel 1963, la BT2 venne aggiornata e trasformata nella BT6, della quale sono stati costruiti 20 esemplari ulteriori. Il propulsore Ford Cosworth 109E venne potenziato a 110 cv.

## Attività sportiva
La BT2  venne impiegata nel 1962 nel campionato di Formula Junior da piloti come Frank Gardner e Jo Schlesser, i quali ottennero ottimi risultati, tra cui la prima vittoria del team inglese realizzata proprio da Schlesser.
Nel 1963, quando fu schierata la BT6, le vittorie cominciarono a giungere numerose anche grazie all'operato di Denny Hulme e di Jo Schlesser. Fu l'ultima stagione trascorsa dal team inglese in Formula Junior, in quanto la vettura successiva, la BT9, venne studiata per competere nella Formula 3.